# Csaba Fehér
Csaba Fehér (ur. 2 września 1975 w Szekszárdzie), piłkarz węgierski grający na pozycji defensywnego pomocnika.

## Kariera klubowa
Fehér jest wychowankiem klubu Pécsi MFC. W jego barwach zadebiutował w 1992 roku w Borsodi Liga. W zespole tym Csaba grał przez 4 sezony, ale nie osiągnął ligowych sukcesów. Latem 1996 przeszedł do Újpestu Budapeszt. Wywalczył w tym zespole miejsce w podstawowej jedenastce, a w 1998 sięgnął z nim po dublet – mistrzostwo Węgier oraz Puchar Węgier. W 1999 roku Fehér przeszedł do lokalnego rywala Újpestu, MTK Hungária Budapeszt, gdzie grał w rundzie jesiennej sezonu 1999/2000.
Zimą 2000 Fehér wyjechał za granicę. Jego pierwszym klubem na zachodzie Europy był belgijski Verbroedering Geel, z którym jednak zajął przedostatnie miejsce i spadł z Eerste Klasse. Po sezonie Csaba przeszedł do NAC Breda. W NAC spisywał się przyzwoicie, grał w pierwszej jedenastce. W 2002 roku zajął z klubem 6. miejsce w Eredivisie, a rok później – 4., dzięki któremu w sezonie 2003/2004 zagrał w Pucharze UEFA.
Latem 2004 za ponad 700 tysięcy euro Fehér przeszedł do PSV Eindhoven. Zadebiutował w jego barwach 21 sierpnia w wygranym 5:1 meczu z AZ Alkmaar. Rozegrał jednak tylko 4 mecze w rundzie jesiennej (miał niewielki udział w mistrzostwie), a na wiosnę został wypożyczony do Újpestu. Latem 2005 wrócił do PSV, nie rozegrał żadnego meczu jesienią, a na wiosnę znów poszedł na wypożyczenie, tym razem do Willem II Tilburg. W sezonie 2006/2007 zagrał 3 mecze i wywalczył z PSV mistrzostwo Holandii. Następny spędził na wypożyczeniu w NAC Breda, a w 2008 roku podpisał kontrakt z tym klubem.
| Sezon   | Klub                   | Kraj     | Rozgrywki                | Mecze | Bramki |
| ------- | ---------------------- | -------- | ------------------------ | ----- | ------ |
| 1992/93 | Pècsi MFC              | Węgry    | Borsodi Liga             | 18    | 1      |
| 1993/94 | Pècsi MFC              | Węgry    | Borsodi Liga             | 14    | 2      |
| 1994/95 | Pècsi MFC              | Węgry    | Borsodi Liga             | 9     | 1      |
| 1995/96 | Pècsi MFC              | Węgry    | Borsodi Liga             | 23    | 1      |
| 1996/97 | Újpest FC              | Węgry    | Borsodi Liga             | 30    | 1      |
| 1997/98 | Újpest FC              | Węgry    | Borsodi Liga             | 28    | 2      |
| 1998/99 | Újpest FC              | Węgry    | Borsodi Liga             | 24    | 1      |
| 1999/00 | MTK Hungária Budapeszt | Węgry    | Borsodi Liga             | 14    | 1      |
| 1999/00 | Verbroedering Geel     | Belgia   | Eerste Klasse            | 14    | 0      |
| 2000/01 | NAC Breda              | Holandia | Eredivisie               | 32    | 2      |
| 2001/02 | NAC Breda              | Holandia | Eredivisie               | 30    | 4      |
| 2002/03 | NAC Breda              | Holandia | Eredivisie               | 34    | 5      |
| 2003/04 | NAC Breda              | Holandia | Eredivisie               | 22    | 4      |
| 2004/05 | PSV Eindhoven          | Holandia | Eredivisie               | 4     | 0      |
| 2004/05 | Újpest FC              | Węgry    | Borsodi Liga             | 14    | 1      |
| 2005/06 | PSV Eindhoven          | Holandia | Eredivisie               | 0     | 0      |
| 2005/06 | Willem II Tilburg      | Holandia | Eredivisie               | 20    | 1      |
| 2006/07 | PSV Eindhoven          | Holandia | Eredivisie               | 3     | 0      |
| 2007/08 | NAC Breda              | Holandia | Eredivisie               | 30    | 2      |
| 2008/09 | NAC Breda              | Holandia | Eredivisie               |       | 0      |
|         |                        |          | Łącznie w Borsodi Liga   | 174   | 11     |
|         |                        |          | Łącznie w Jupiler League | 14    | 0      |
|         |                        |          | Łącznie w Eredivisie     | 175   | 19     |

## Kariera reprezentacyna
W reprezentacji Węgier Fehér zadebiutował 25 marca 1998 roku w wygranym 3:2 wyjazdowym meczu z Austrią. Z Węgrami brał udział w nieudanych kwalifikacjach do Euro 2000, MŚ 2002, Euro 2004 oraz MŚ 2006.